# Heikki Flöjt
Heikki Juhani Flöjt (ur. 30 listopada 1943 w Kajaani, zm. 30 września 2000 w Alastaro) – fiński biathlonista. Największy sukces w karierze osiągnął w 1974 roku kiedy wspólnie z Simo Halonenem, Juhanim Suutarinenem i Heikkim Ikolą wywalczył srebrny medal w sztafecie na mistrzostwach świata w Mińsku. W 1967 roku wystartował na mistrzostwach świata w Altenbergu, gdzie był dziesiąty w biegu indywidualnym i siódmy w sztafecie. Brał też udział w igrzyskach olimpijskich w Grenoble, zajmując piąte miejsce w sztafecie. Nigdy nie wystąpił w zawodach Pucharu Świata.
Jego brat Henrik także był biathlonistą.

## Osiągnięcia

### Igrzyska olimpijskie
| Rok  | Miejscowość | Konkurencje | Konkurencje | Konkurencje | Konkurencje | Konkurencje | Konkurencje | Konkurencje |
| Rok  | Miejscowość | IN          | SP          | PU          | MS          | RL          | MR          | SR          |
| ---- | ----------- | ----------- | ----------- | ----------- | ----------- | ----------- | ----------- | ----------- |
| 1968 | Grenoble    | –           | nd.         | nd.         | nd.         | 5.          | nd.         | –           |

### Mistrzostwa świata
| Rok  | Miejscowość | Konkurencje | Konkurencje | Konkurencje | Konkurencje | Konkurencje | Konkurencje | Konkurencje |
| Rok  | Miejscowość | IN          | SP          | PU          | MS          | RL          | MR          | SR          |
| ---- | ----------- | ----------- | ----------- | ----------- | ----------- | ----------- | ----------- | ----------- |
| 1967 | Altenberg   | 10.         | nd.         | nd.         | nd.         | 7.          | nd.         | –           |
| 1974 | Mińsk       | –           | nd.         | nd.         | nd.         | 2.          | nd.         | –           |